# Liste der Orte im Landkreis Neustadt an der Waldnaab
Die Liste der Orte im Landkreis Neustadt an der Waldnaab listet die 606 amtlich benannten Gemeindeteile (Hauptorte, Kirchdörfer, Pfarrdörfer, Dörfer, Weiler und Einöden) im Landkreis Neustadt an der Waldnaab auf.

## Systematische Liste
Städte und Gemeinden mit den zugehörigen Orten in alphabetischer Reihenfolge:
- Die Gemeinde Altenstadt an der Waldnaab mit 7 Gemeindeteilen:
  - Industrieort Altenstadt an der Waldnaab
  - Dörfer Buch und Meerbodenreuth
  - Weiler Kotzau und Sauernlohe
  - Einöden Haidmühle und Süßenlohe

- Die Gemeinde Bechtsrieth mit 2 Gemeindeteilen:
  - Kirchdorf Bechtsrieth
  - Dorf Trebsau

- Die Gemeinde Eschenbach i.d.OPf. mit 16 Gemeindeteilen:
  - Hauptort Eschenbach i.d.OPf.
  - Dörfer Runkenreuth und Thomasreuth
  - Siedlung Apfelbach
  - Weiler Breitenlohe, Großkotzenreuth, Hotzaberg, Kleinkotzenreuth, Stegenthumbach und Trag
  - Einöden Eschenbachermühle, Fledermühle, Hammermühle, Schmierhütte, Weidlberg und Witzlhof

- Der Markt Eslarn mit 26 Gemeindeteilen:
  - Hauptort Eslarn
  - Dorf Kreuth
  - Weiler Bruckhof, Büchelberg, Gerstbräu, Gmeinsrieth, Oberaltmannsrieth, Ödmeiersrieth, Paßenrieth, Pfrentschweiher, Putzenrieth, Putzhof, Riedlhof, Roßtränk, Teufelstein, Thomasgschieß und Tillyschanz
  - Einöden Goldberg, Heckermühle, Lindauer Waldhaus, Neumühle, Öd, Pflugsbühl, Premhof, Torfhäusl und Zankeltrad

- Die Gemeinde Etzenricht mit 3 Gemeindeteilen:
  - Kirchdorf Etzenricht
  - Einöden Haberstumpfmühle und Radschin

- Der Markt Floß mit 35 Gemeindeteilen:
  - Hauptort Floß
  - Dörfer Bergnetsreuth, Gailertsreuth, Gösen, Haupertsreuth, Kalmreuth, Konradsreuth, Plankenhammer, Schlattein und Schönbrunn
  - Siedlung Hardtheim
  - Weiler Boxdorf, Diepoltsreuth, Ellenbach, Fehrsdorf, Grafenreuth, Hardt, Höfen, Kühbach, Niedernfloß, Pauschendorf, Ritzlersreuth, Steinfrankenreuth, Welsenhof und Würzelbrunn
  - Einöden Diebersreuth, Geiermühle, Gollwitzerhof, Meierhof, Oberndorf, Schnepfenhof, Schönberg, Weikersmühle, Wilkershof und Würnreuth

- Die Gemeinde Flossenbürg mit 7 Gemeindeteilen:
  - Pfarrdorf Flossenbürg
  - Dörfer Altenhammer und Rückersmühle
  - Weiler Hildweinsreuth und Sankt Ötzen
  - Einöden Gaismühle und Rumpelbach

- Die Gemeinde Georgenberg mit 32 Gemeindeteilen:
  - Pfarrdorf Neukirchen zu St. Christoph
  - Kirchdörfer Neuenhammer und Waldkirch
  - Dörfer Brünst, Dimpfl, Faislbach, Georgenberg, Hinterbrünst, Leßlohe, Neudorf und Schwanhof
  - Siedlungen Oberrehberg und Unterrehberg
  - Weiler Galsterlohe, Gehenhammer, Hagenhaus, Hammermühle, Lösselberg, Lösselmühle, Oberbernlohe, Vorder-Waldheim und Waldheim
  - Einöden Danzermühle, Danzerschleif, Krautwinkl, Kühtränk, Papiermühle, Prollermühle, Rehlohe, Schmidtlerschleif, Unterbernlohe und Waffenschmiede

- Die Stadt Grafenwöhr mit 11 Gemeindeteilen:
  - Hauptort Grafenwöhr
  - Stadtteil Rosenhof
  - Kirchdörfer Dorfgmünd und Hütten
  - Dörfer Bruckendorfgmünd, Gößenreuth und Hammergmünd
  - Einöden Grub, Josephsthal, Kollermühle und Moos

- Die Gemeinde Irchenrieth mit dem gleichnamigen Pfarrdorf

- Die Gemeinde Kirchendemenreuth mit 21 Gemeindeteilen:
  - Pfarrdörfer Püllersreuth und Kirchendemenreuth
  - Dörfer Altenparkstein, Denkenreuth, Döltsch, Glasern, Klobenreuth, Obersdorf, Scherreuth, Steinreuth und Wendersreuth
  - Weiler Menzlhof
  - Einödsiedlung Oed
  - Einöden Hahnenmühle, Holzmühle, Hutzlmühle, Köstlmühle, Kriegshut, Lenkermühle, Miltenthal und Staudenhof

- Der Markt Kirchenthumbach mit 45 Gemeindeteilen:
  - Hauptort Kirchenthumbach
  - Pfarrdorf Thurndorf
  - Kirchdörfer Altzirkendorf, Neuzirkendorf und Sassenreuth
  - Dörfer Burggrub, Heinersreuth, Metzenhof, Penzenreuth, Pfaffenstetten, Tagmanns und Wölkersdorf
  - Weiler Asbach, Blechmühle, Dammelsdorf, Ernstfeld, Fronlohe, Görglas, Göttersdorf, Haselmühle, Heinersberg, Lenkenreuth, Metzlasreuth, Oberlenkenreuth, Obertreinreuth, Sommerau und Treinreuth
  - Einöden Aicha, Bärmühle, Grünthanmühle, Haunzamühle, Höflas, Knittelhof, Krücklasmühle, Luisenhof, Metzenmühle, Oberaichamühle, Putzmühle, Röthenlohe, Rothmühle, Sorg, Straßenhäusl, Thieroldsreuth, Unteraichamühle und Zinnschacht

- Der Markt Kohlberg mit 13 Gemeindeteilen:
  - Hauptort Kohlberg
  - Dörfer Artesgrün, Hannersgrün, Röthenbach und Weißenbrunn
  - Siedlung Schlemm
  - Weiler Thannhof
  - Einöden Falkenthalermühle, Glasschleife, Schlachtlohe, Thannmühle, Viertelhof und Waldhof

- Der Markt Leuchtenberg mit 18 Gemeindeteilen:
  - Hauptort Leuchtenberg
  - Pfarrdorf Michldorf
  - Kirchdorf Döllnitz
  - Dörfer Lerau, Lückenrieth, Wieselrieth und Wittschau
  - Weiler Bernrieth, Kleinpoppenhof, Kleßberg, Preppach, Steinach und Unternankau
  - Einöden Burgmühle, Hermannsberg, Sargmühle, Schmelzmühle und Schönmühle

- Der Markt Luhe-Wildenau mit 14 Gemeindeteilen:
  - Pfarrdorf Oberwildenau
  - Kirchdorf Neudorf bei Luhe
  - Dörfer Sperlhammer und Unterwildenau
  - Ehemaliger Markt Luhe
  - Weiler Gelpertsricht, Glaubenwies, Grünau, Meisthof und Seibertshof
  - Einöden Forsthof, Neumaierhof, Ödhof und Schwanhof

- Der Markt Mantel mit 4 Gemeindeteilen:
  - Hauptort Mantel
  - Kirchdorf Steinfels
  - Dorf Rupprechtsreuth
  - Weiler Kellerhaus

- Der Markt Moosbach mit 37 Gemeindeteilen:
  - Hauptort Moosbach
  - Pfarrdorf Etzgersrieth
  - Kirchdörfer Burgtreswitz und Tröbes
  - Dörfer Gaisheim, Gebhardsreuth, Gröbenstädt, Grub, Heumaden, Isgier, Ödbraunetsrieth, Ödpielmannsberg, Ragenwies, Rückersrieth und Saubersrieth
  - Weiler Niederland und Pfaffenrieth
  - Einöden Burgschleif, Fluröd, Gebhardsreutherschleife, Hammermühle, Hechtlmühle, Kemnitzerschleif, Leinschlag, Lohhof, Mühlschleif, Neubau, Ödhof, Pielhof, Pielmühle, Rohrhof, Sägmühle, Strehberg, Tradlhof, Uchamühle, Waltenrieth und Wirthsschleif

- Die Stadt Neustadt am Kulm mit 9 Gemeindeteilen:
  - Hauptort Neustadt am Kulm
  - Pfarrdorf Mockersdorf
  - Dörfer Filchendorf und Lämmershof
  - Weiler Firkenhof, Scheckenhof und Tremau
  - Einöden Baumgartenhof und Neumühle

- Die Stadt Neustadt an der Waldnaab mit 4 Gemeindeteilen:
  - Hauptort Neustadt an der Waldnaab
  - Dorf Mühlberg
  - Weiler Bergmühle
  - Einöde Radschinmühle

- Der Markt Parkstein mit 14 Gemeindeteilen:
  - Hauptort Parkstein
  - Dörfer Hammerles und Schwand
  - Weiler Hagen, Niederndorf, Sogritz und Theile
  - Einöden Berghof, Frühlingshöhe, Grünthal, Neumühle, Pinzenhof, Polier und Scharlmühle

- Die Gemeinde Pirk mit 11 Gemeindeteilen:
  - Pfarrdorf Pirk
  - Kirchdorf Enzenrieth
  - Dörfer Engleshof, Hochdorf, Matzlesberg, Pirkmühle und Pischeldorf
  - Weiler Au und Pirkerziegelhütte
  - Einöden Gleitsmühle und Zeißau

- Die Stadt Pleystein mit 29 Gemeindeteilen:
  - Hauptort Pleystein
  - Pfarrdörfer Burkhardsrieth und Miesbrunn
  - Dörfer Lohma, Spielhof und Vöslesrieth
  - Weiler Bartlmühle, Berglerschleife, Bibershof, Birkenbühl, Ödhäuser, Peugenhammer, Pfifferlingstiel, Steinbach, Trutzhofmühle und Zengerhof
  - Einöden Bodenmühle, Dürrenlohe, Finkenhammer, Finstermühle, Fuchsmühle, Hagenmühle, Hochberg, Pingermühle, Radwaschen, Rammelsleuten, Schafbruck, Schönschleif und Unterbernrieth

- Die Stadt Pressath mit 21 Gemeindeteilen:
  - Hauptort Pressath
  - Kirchdörfer Altendorf, Dießfurt, Friedersreuth, Hessenreuth, Pfaffenreuth und Troschelhammer
  - Dörfer Döllnitz, Eichelberg, Riggau, Wollau und Zintlhammer
  - Weiler Herzogspitz, Mühlberg, Waldmühle und Ziegelhütte
  - Einöden Haigamühle, Kahrmühle, Kohlhütte, Stocklohe und Tyrol

- Die Gemeinde Püchersreuth mit 20 Gemeindeteilen:
  - Pfarrdörfer Püchersreuth und Wurz
  - Kirchdorf Ilsenbach
  - Dorf Pfaffenreuth
  - Weiler Baumgarten, Botzersreuth, Eppenreuth, Kotzenbach, Mitteldorf, Rotzendorf und Walpersreuth
  - Einöde mit Kirche Sankt Quirin
  - Einöden Auerberg, Kahhof, Lamplmühle, Lindnerhof, Rotzenmühle, Stöberlhof, Thomasberg und Ziegelhütte

- Die Gemeinde Schirmitz mit dem gleichnamigen Pfarrdorf

- Die Gemeinde Schlammersdorf mit 9 Gemeindeteilen:
  - Pfarrdorf Schlammersdorf
  - Dörfer Ernstfeld, Menzlas, Moos und Naslitz
  - Weiler Haar
  - Einöden Holzmühle, Neumühle und Starkenacker

- Die Gemeinde Schwarzenbach mit 7 Gemeindeteilen:
  - Dörfer Fischhaus und Pechhof
  - Weiler Schmierhütte, Walbenhäusl, Walbenhof und Schwarzenbach
  - Bahnhof Parkstein-Hütten

- Die Gemeinde Speinshart mit 13 Gemeindeteilen:
  - Pfarrdorf Speinshart
  - Kirchdorf Tremmersdorf
  - Dörfer Barbaraberg, Haselbrunn, Münchsreuth, Seitenthal und Zettlitz
  - Weiler Dobertshof, Haselhof, Höfen und Kellerhaus
  - Einöden Herrnmühle und Süßenweiher

- Die Gemeinde Störnstein mit 8 Gemeindeteilen:
  - Kirchdorf Störnstein
  - Dörfer Lanz, Reiserdorf und Wöllershof
  - Weiler Oberndorf
  - Einöden Ernsthof, Mohrenstein und Rastenhof

- Der Markt Tännesberg mit 15 Gemeindeteilen:
  - Hauptort Tännesberg
  - Kirchdorf Kleinschwand
  - Dörfer Großenschwand, Pilchau und Voitsberg
  - Weiler Tanzmühle, Weinrieth und Woppenrieth
  - Einöden Fischerhammer, Kainzmühle, Karlhof, Kaufnitz, Neumühle, Sankt Jodok und Schnegelmühle

- Die Gemeinde Theisseil mit 14 Gemeindeteilen:
  - Kirchdörfer Letzau und Wilchenreuth
  - Dörfer Edeldorf, Hammerharlesberg und Theisseil
  - Weiler Aich, Görnitz, Harlesberg, Remmelberg, Roschau und Schammesrieth
  - Einöden Fichtlmühle, Oberhöll und Wiedenhof

- Die Gemeinde Trabitz mit 20 Gemeindeteilen:
  - Pfarrdorf Burkhardsreuth
  - Kirchdörfer Pichlberg, Trabitz, Weihersberg und Zessau
  - Dörfer Bärnwinkel, Drahthammer, Feilersdorf, Grub und Preißach
  - Weiler Blankenmühle, Grünbach, Hub, Kurbersdorf, Schmierhof und Zainhammer
  - Einöden Feilershammer, Fischgrub, Gänsmühle und Kohlbach

- Die Stadt Vohenstrauß mit 48 Gemeindeteilen:
  - Hauptort Vohenstrauß
  - Pfarrdorf Roggenstein
  - Kirchdörfer Altenstadt bei Vohenstrauß, Altentreswitz, Böhmischbruck, Kößing, Oberlind und Waldau
  - Siedlung Straßenhäuser
  - Dörfer Braunetsrieth, Kaimling, Obertresenfeld, Unterlind und Zeßmannsrieth
  - Weiler Erpetshof, Fiedlbühl, Galgenberg, Grünhammer, Iltismühle, Kaltenbaum, Lämersdorf, Neumühle, Obernankau, Oberschleif, Papiermühle, Trasgschieß, Untertresenfeld und Zieglmühle
  - Einöden Arnmühle, Binnermühle, Fürstenmühle, Goldbachschleife, Hammer, Hartwichshof, Herrnmühle, Kapplhaus, Kößlmühle, Linglmühle, Luhmühle, Neuwirtshaus, Taucherhof, Übersteherhäusl, Unterschleif, Wastlmühle, Weißenstein, Wiegenhof, Wilhelmshöhe und Zieglhütte

- Die Gemeinde Vorbach mit 7 Gemeindeteilen:
  - Pfarrdörfer Oberbibrach und Vorbach
  - Dorf Höflas. Die Weiler Grün und Unterbibrach
  - Einöden Oberhammermühle und Rosamühle

- Der Markt Waidhaus mit 19 Gemeindeteilen:
  - Hauptort Waidhaus
  - Dörfer Frankenreuth, Hagendorf, Pfrentsch, Reichenau und Reinhardsrieth
  - Weiler Birklohe, Grafenau, Ödkührieth, Pfälzerhof und Zieglhütte
  - Einöden Berghaus, Heilinghaus, Hörlmühle, Kühmühle, Marxmühle, Naglerhof, Oberströbl und Papiermühle

- Der Markt Waldthurn mit 20 Gemeindeteilen:
  - Hauptort Waldthurn
  - Kirchdorf Lennesrieth
  - Dörfer Albersrieth, Frankenrieth, Oberbernrieth, Ottenrieth, Spielberg und Woppenrieth
  - Weiler Goldbrunn, Unterfahrenberg und Wampenhof
  - Einöde mit Kirche Oberfahrenberg
  - Einöden Brunnhof, Buch, Irlhof, Kühbachhof, Lindnermühle, Maienfeld, Mangelsdorf und Sandbachhöf

- Die Gemeinde Weiherhammer mit 6 Gemeindeteilen:
  - Pfarrdörfer Kaltenbrunn und Weiherhammer
  - Dörfer Dürnast und Trippach
  - Einöden Geräum und Neumühle

- Die Stadt Windischeschenbach mit 19 Gemeindeteilen:
  - Hauptort Windischeschenbach
  - Pfarrdorf Neuhaus
  - Kirchdörfer Bernstein, Dietersdorf und Gleißenthal
  - Weiler Bach, Berg, Gerbersdorf, Lindenhof, Naabdemenreuth, Nottersdorf, Ödwalpersreuth und Pleisdorf
  - Einöden Dornmühle, Harleshof, Johannisthal, Oberbaumühle, Schweinmühle und Wiesenthal

## Alphabetische Liste
In Fettschrift erscheinen die Orte, die namengebend für die Gemeinde sind.

### A
- Aich zu Theisseil
- Aicha zu Kirchenthumbach
- Albersrieth zu Waldthurn
- Altendorf zu Pressath
- Altenhammer zu Flossenbürg
- Altenparkstein zu Kirchendemenreuth
- Altenstadt a.d.Waldnaab
- Altenstadt b.Vohenstrauß zu Vohenstrauß
- Altentreswitz zu Vohenstrauß
- Altzirkendorf zu Kirchenthumbach
- Apfelbach zu Eschenbach i.d.OPf.
- Arnmühle zu Vohenstrauß
- Artesgrün zu Kohlberg
- Asbach zu Kirchenthumbach
- Au zu Pirk
- Auerberg zu Püchersreuth

↑ Zurück zum Inhaltsverzeichnis

### B
- Bach zu Windischeschenbach
- Barbaraberg zu Speinshart
- Bärmühle zu Kirchenthumbach
- Bärnwinkel zu Trabitz
- Bartlmühle zu Pleystein
- Baumgarten zu Püchersreuth
- Baumgartenhof zu Neustadt am Kulm
- Bechtsrieth
- Berg zu Windischeschenbach
- Berghaus zu Waidhaus
- Berghof zu Parkstein
- Berglerschleife zu Pleystein
- Bergmühle zu Neustadt a.d.Waldnaab
- Bergnetsreuth zu Floß
- Bernrieth zu Leuchtenberg
- Bernstein zu Windischeschenbach
- Bibershof zu Pleystein
- Binnermühle zu Vohenstrauß
- Birkenbühl zu Pleystein
- Birklohe zu Waidhaus
- Blankenmühle zu Trabitz
- Blechmühle zu Kirchenthumbach
- Bodenmühle zu Pleystein
- Böhmischbruck zu Vohenstrauß
- Botzersreuth zu Püchersreuth
- Boxdorf zu Floß
- Braunetsrieth zu Vohenstrauß
- Breitenlohe zu Eschenbach i.d.OPf.
- Bruckendorfgmünd zu Grafenwöhr
- Bruckhof zu Eslarn
- Brunnhof zu Waldthurn
- Brünst zu Georgenberg
- Buch zu Altenstadt a.d.Waldnaab
- Buch zu Waldthurn
- Büchelberg zu Eslarn
- Burggrub zu Kirchenthumbach
- Burgmühle zu Leuchtenberg
- Burgschleif zu Moosbach
- Burgtreswitz zu Moosbach
- Burkhardsreuth zu Trabitz
- Burkhardsrieth zu Pleystein

↑ Zurück zum Inhaltsverzeichnis

### D
- Dammelsdorf zu Kirchenthumbach
- Danzermühle zu Georgenberg
- Danzerschleif zu Georgenberg
- Denkenreuth zu Kirchendemenreuth
- Diebersreuth zu Floß
- Diepoltsreuth zu Floß
- Dießfurt zu Pressath
- Dietersdorf zu Windischeschenbach
- Dimpfl zu Georgenberg
- Dobertshof zu Speinshart
- Döllnitz zu Leuchtenberg
- Döllnitz zu Pressath
- Döltsch zu Kirchendemenreuth
- Dorfgmünd zu Grafenwöhr
- Dornmühle zu Windischeschenbach
- Drahthammer zu Trabitz
- Dürnast zu Weiherhammer
- Dürrenlohe zu Pleystein

↑ Zurück zum Inhaltsverzeichnis

### E
- Edeldorf zu Theisseil
- Eichelberg zu Pressath
- Ellenbach zu Floß
- Engleshof zu Pirk
- Enzenrieth zu Pirk
- Eppenreuth zu Püchersreuth
- Ernstfeld zu Kirchenthumbach
- Ernstfeld zu Schlammersdorf
- Ernsthof zu Störnstein
- Erpetshof zu Vohenstrauß
- Eschenbach i.d.OPf.
- Eschenbachermühle zu Eschenbach i.d.OPf.
- Eslarn
- Etzenricht
- Etzgersrieth zu Moosbach

↑ Zurück zum Inhaltsverzeichnis

### F
- Faislbach zu Georgenberg
- Falkenthalermühle zu Kohlberg
- Fehrsdorf zu Floß
- Feilersdorf zu Trabitz
- Feilershammer zu Trabitz
- Fichtlmühle zu Theisseil
- Fiedlbühl zu Vohenstrauß
- Filchendorf zu Neustadt am Kulm
- Finkenhammer zu Pleystein
- Finstermühle zu Pleystein
- Firkenhof zu Neustadt am Kulm
- Fischerhammer zu Tännesberg
- Fischgrub zu Trabitz
- Fischhaus zu Schwarzenbach
- Fledermühle zu Eschenbach i.d.OPf.
- Floß
- Flossenbürg
- Fluröd zu Moosbach
- Forsthof zu Luhe-Wildenau
- Frankenreuth zu Waidhaus
- Frankenrieth zu Waldthurn
- Friedersreuth zu Pressath
- Fronlohe zu Kirchenthumbach
- Frühlingshöhe zu Parkstein
- Fuchsmühle zu Pleystein
- Fürstenmühle zu Vohenstrauß

↑ Zurück zum Inhaltsverzeichnis

### G
- Gailertsreuth zu Floß
- Gaisheim zu Moosbach
- Gaismühle zu Flossenbürg
- Galgenberg zu Vohenstrauß
- Galsterlohe zu Georgenberg
- Gänsmühle zu Trabitz
- Gebhardsreuth zu Moosbach
- Gebhardsreutherschleife zu Moosbach
- Gehenhammer zu Georgenberg
- Geiermühle zu Floß
- Gelpertsricht zu Luhe-Wildenau
- Georgenberg
- Geräum zu Weiherhammer
- Gerbersdorf zu Windischeschenbach
- Gerstbräu zu Eslarn
- Glasern zu Kirchendemenreuth
- Glasschleife zu Kohlberg
- Glaubenwies zu Luhe-Wildenau
- Gleißenthal zu Windischeschenbach
- Gleitsmühle zu Pirk
- Gmeinsrieth zu Eslarn
- Goldbachschleife zu Vohenstrauß
- Goldberg zu Eslarn
- Goldbrunn zu Waldthurn
- Gollwitzerhof zu Floß
- Görglas zu Kirchenthumbach
- Görnitz zu Theisseil
- Gösen zu Floß
- Gößenreuth zu Grafenwöhr
- Göttersdorf zu Kirchenthumbach
- Grafenau zu Waidhaus
- Grafenreuth zu Floß
- Grafenwöhr
- Gröbenstädt zu Moosbach
- Großenschwand zu Tännesberg
- Großkotzenreuth zu Eschenbach i.d.OPf.
- Grub zu Grafenwöhr
- Grub zu Moosbach
- Grub zu Trabitz
- Grün zu Vorbach
- Grünau zu Luhe-Wildenau
- Grünbach zu Trabitz
- Grünhammer zu Vohenstrauß
- Grünthal zu Parkstein
- Grünthanmühle zu Kirchenthumbach

↑ Zurück zum Inhaltsverzeichnis

### H
- Haar zu Schlammersdorf
- Haberstumpfmühle zu Etzenricht
- Hagen zu Parkstein
- Hagendorf zu Waidhaus
- Hagenhaus zu Georgenberg
- Hagenmühle zu Pleystein
- Hahnenmühle zu Kirchendemenreuth
- Haidmühle zu Altenstadt a.d.Waldnaab
- Haigamühle zu Pressath
- Hammer zu Vohenstrauß
- Hammergmünd zu Grafenwöhr
- Hammerharlesberg zu Theisseil
- Hammerles zu Parkstein
- Hammermühle zu Eschenbach i.d.OPf.
- Hammermühle zu Georgenberg
- Hammermühle zu Moosbach
- Hannersgrün zu Kohlberg
- Hardt zu Floß
- Hardtheim zu Floß
- Harlesberg zu Theisseil
- Harleshof zu Windischeschenbach
- Hartwichshof zu Vohenstrauß
- Haselbrunn zu Speinshart
- Haselhof zu Speinshart
- Haselmühle zu Kirchenthumbach
- Haunzamühle zu Kirchenthumbach
- Haupertsreuth zu Floß
- Hechtlmühle zu Moosbach
- Heckermühle zu Eslarn
- Heilinghaus zu Waidhaus
- Heinersberg zu Kirchenthumbach
- Heinersreuth zu Kirchenthumbach
- Hermannsberg zu Leuchtenberg
- Herrnmühle zu Speinshart
- Herrnmühle zu Vohenstrauß
- Herzogspitz zu Pressath
- Hessenreuth zu Pressath
- Heumaden zu Moosbach
- Hildweinsreuth zu Flossenbürg
- Hinterbrünst zu Georgenberg
- Hochberg zu Pleystein
- Hochdorf zu Pirk
- Höfen zu Floß
- Höfen zu Speinshart
- Höflas zu Kirchenthumbach
- Höflas zu Vorbach
- Holzmühle zu Kirchendemenreuth
- Holzmühle zu Schlammersdorf
- Hörlmühle zu Waidhaus
- Hotzaberg zu Eschenbach i.d.OPf.
- Hub zu Trabitz
- Hütten zu Grafenwöhr
- Hutzlmühle zu Kirchendemenreuth

↑ Zurück zum Inhaltsverzeichnis

### I
- Ilsenbach zu Püchersreuth
- Iltismühle zu Vohenstrauß
- Irchenrieth
- Irlhof zu Waldthurn
- Isgier zu Moosbach

↑ Zurück zum Inhaltsverzeichnis

### J
- Johannisthal zu Windischeschenbach
- Josephsthal zu Grafenwöhr

↑ Zurück zum Inhaltsverzeichnis

### K
- Kahhof zu Püchersreuth
- Kahrmühle zu Pressath
- Kaimling zu Vohenstrauß
- Kainzmühle zu Tännesberg
- Kalmreuth zu Floß
- Kaltenbaum zu Vohenstrauß
- Kaltenbrunn zu Weiherhammer
- Kapplhaus zu Vohenstrauß
- Karlhof zu Tännesberg
- Kaufnitz zu Tännesberg
- Kellerhaus zu Mantel
- Kellerhaus zu Speinshart
- Kemnitzerschleif zu Moosbach
- Kirchendemenreuth
- Kirchenthumbach
- Kleinkotzenreuth zu Eschenbach i.d.OPf.
- Kleinpoppenhof zu Leuchtenberg
- Kleinschwand zu Tännesberg
- Kleßberg zu Leuchtenberg
- Klobenreuth zu Kirchendemenreuth
- Knittelhof zu Kirchenthumbach
- Kohlbach zu Trabitz
- Kohlberg
- Kohlhütte zu Pressath
- Kollermühle zu Grafenwöhr
- Konradsreuth zu Floß
- Kößing zu Vohenstrauß
- Kößlmühle zu Vohenstrauß
- Köstlmühle zu Kirchendemenreuth
- Kotzau zu Altenstadt a.d.Waldnaab
- Kotzenbach zu Püchersreuth
- Krautwinkl zu Georgenberg
- Kreuth zu Eslarn
- Kriegshut zu Kirchendemenreuth
- Krücklasmühle zu Kirchenthumbach
- Kühbach zu Floß
- Kühbachhof zu Waldthurn
- Kühmühle zu Waidhaus
- Kühtränk zu Georgenberg
- Kurbersdorf zu Trabitz

↑ Zurück zum Inhaltsverzeichnis

### L
- Lämersdorf zu Vohenstrauß
- Lämmershof zu Neustadt am Kulm
- Lamplmühle zu Püchersreuth
- Lanz zu Störnstein
- Leinschlag zu Moosbach
- Lenkenreuth zu Kirchenthumbach
- Lenkermühle zu Kirchendemenreuth
- Lennesrieth zu Waldthurn
- Lerau zu Leuchtenberg
- Leßlohe zu Georgenberg
- Letzau zu Theisseil
- Leuchtenberg
- Lindauer Waldhaus zu Eslarn
- Lindenhof zu Windischeschenbach
- Lindnerhof zu Püchersreuth
- Lindnermühle zu Waldthurn
- Linglmühle zu Vohenstrauß
- Lohhof zu Moosbach
- Lohma zu Pleystein
- Lösselberg zu Georgenberg
- Lösselmühle zu Georgenberg
- Lückenrieth zu Leuchtenberg
- Luhe zu Luhe-Wildenau
- Luhmühle zu Vohenstrauß
- Luisenhof zu Kirchenthumbach

↑ Zurück zum Inhaltsverzeichnis

### M
- Mainenfeld zu Waldthurn
- Mangelsdorf zu Waldthurn
- Mantel
- Marxmühle zu Waidhaus
- Matzlesberg zu Pirk
- Meerbodenreuth zu Altenstadt a.d.Waldnaab
- Meierhof zu Floß
- Meisthof zu Luhe-Wildenau
- Menzlas zu Schlammersdorf
- Menzlhof zu Kirchendemenreuth
- Metzenhof zu Kirchenthumbach
- Metzenmühle zu Kirchenthumbach
- Metzlasreuth zu Kirchenthumbach
- Michldorf zu Leuchtenberg
- Miesbrunn zu Pleystein
- Miltenthal zu Kirchendemenreuth
- Mitteldorf zu Püchersreuth
- Mockersdorf zu Neustadt am Kulm
- Mohrenstein zu Störnstein
- Moos zu Grafenwöhr
- Moos zu Schlammersdorf
- Moosbach
- Mühlberg zu Neustadt a.d.Waldnaab
- Mühlberg zu Pressath
- Mühlschleif zu Moosbach
- Münchsreuth zu Speinshart

↑ Zurück zum Inhaltsverzeichnis

### N
- Naabdemenreuth zu Windischeschenbach
- Naglerhof zu Waidhaus
- Naslitz zu Schlammersdorf
- Neubau zu Moosbach
- Neudorf zu Georgenberg
- Neudorf bei Luhe zu Luhe-Wildenau
- Neuenhammer zu Georgenberg
- Neuhaus zu Windischeschenbach
- Neukirchen zu Georgenberg
- Neumaierhof zu Luhe-Wildenau
- Neumühle zu Eslarn
- Neumühle zu Neustadt am Kulm
- Neumühle zu Parkstein
- Neumühle zu Schlammersdorf
- Neumühle zu Tännesberg
- Neumühle zu Vohenstrauß
- Neumühle zu Weiherhammer
- Neustadt a.d.Waldnaab
- Neustadt am Kulm
- Neuwirtshaus zu Vohenstrauß
- Neuzirkendorf zu Kirchenthumbach
- Niederland zu Moosbach
- Niederndorf zu Parkstein
- Niedernfloß zu Floß
- Nottersdorf zu Windischeschenbach

↑ Zurück zum Inhaltsverzeichnis

### O
- Oberaichamühle zu Kirchenthumbach
- Oberaltmannsrieth zu Eslarn
- Oberbaumühle zu Windischeschenbach
- Oberbernlohe zu Georgenberg
- Oberbernrieth zu Waldthurn
- Oberbibrach zu Vorbach
- Oberfahrenberg zu Waldthurn
- Oberhammermühle zu Vorbach
- Oberhöll zu Theisseil
- Oberlenkenreuth zu Kirchenthumbach
- Oberlind zu Vohenstrauß
- Obernankau zu Vohenstrauß
- Oberndorf zu Floß
- Oberndorf zu Störnstein
- Oberrehberg zu Georgenberg
- Oberschleif zu Vohenstrauß
- Obersdorf zu Kirchendemenreuth
- Oberströbl zu Waidhaus
- Obertreinreuth zu Kirchenthumbach
- Obertresenfeld zu Vohenstrauß
- Oberwildenau zu Luhe-Wildenau
- Öd zu Eslarn
- Ödbraunetsrieth zu Moosbach
- Ödhäuser zu Pleystein
- Ödhof zu Luhe-Wildenau
- Ödhof zu Moosbach
- Ödkührieth zu Waidhaus
- Ödmeiersrieth zu Eslarn
- Ödpielmannsberg zu Moosbach
- Ödwalpersreuth zu Windischeschenbach
- Oed zu Kirchendemenreuth
- Ottenrieth zu Waldthurn

↑ Zurück zum Inhaltsverzeichnis

### P
- Papiermühle zu Georgenberg
- Papiermühle zu Vohenstrauß
- Papiermühle zu Waidhaus
- Parkstein
- Parkstein-Hütten zu Schwarzenbach
- Paßenrieth zu Eslarn
- Pauschendorf zu Floß
- Pechhof zu Schwarzenbach
- Penzenreuth zu Kirchenthumbach
- Peugenhammer zu Pleystein
- Pfaffenreuth zu Pressath
- Pfaffenreuth zu Püchersreuth
- Pfaffenrieth zu Moosbach
- Pfaffenstetten zu Kirchenthumbach
- Pfälzerhof zu Waidhaus
- Pfifferlingstiel zu Pleystein
- Pflugsbühl zu Eslarn
- Pfrentsch zu Waidhaus
- Pfrentschweiher zu Eslarn
- Pichlberg zu Trabitz
- Pielhof zu Moosbach
- Pielmühle zu Moosbach
- Pilchau zu Tännesberg
- Pingermühle zu Pleystein
- Pinzenhof zu Parkstein
- Pirk
- Pirkerziegelhütte zu Pirk
- Pirkmühle zu Pirk
- Pischeldorf zu Pirk
- Plankenhammer zu Floß
- Pleisdorf zu Windischeschenbach
- Pleystein
- Polier zu Parkstein
- Preißach zu Trabitz
- Premhof zu Eslarn
- Preppach zu Leuchtenberg
- Pressath
- Prollermühle zu Georgenberg
- Püchersreuth
- Püllersreuth zu Kirchendemenreuth
- Putzenrieth zu Eslarn
- Putzhof zu Eslarn
- Putzmühle zu Kirchenthumbach

↑ Zurück zum Inhaltsverzeichnis

### R
- Radschin zu Etzenricht
- Radschinmühle zu Neustadt a.d.Waldnaab
- Radwaschen zu Pleystein
- Ragenwies zu Moosbach
- Rammelsleuten zu Pleystein
- Rastenhof zu Störnstein
- Rehlohe zu Georgenberg
- Reichenau zu Waidhaus
- Reinhardsrieth zu Waidhaus
- Reiserdorf zu Störnstein
- Remmelberg zu Theisseil
- Riedlhof zu Eslarn
- Riggau zu Pressath
- Ritzlersreuth zu Floß
- Roggenstein zu Vohenstrauß
- Rohrhof zu Moosbach
- Rosamühle zu Vorbach
- Roschau zu Theisseil
- Rosenhof zu Grafenwöhr
- Roßtränk zu Eslarn
- Röthenbach zu Kohlberg
- Röthenlohe zu Kirchenthumbach
- Rothmühle zu Kirchenthumbach
- Rotzendorf zu Püchersreuth
- Rotzenmühle zu Püchersreuth
- Rückersmühle zu Flossenbürg
- Rückersrieth zu Moosbach
- Rumpelbach zu Flossenbürg
- Runkenreuth zu Eschenbach i.d.OPf.
- Rupprechtsreuth zu Mantel

↑ Zurück zum Inhaltsverzeichnis

### S
- Sägmühle zu Moosbach
- Sandbachhöf zu Waldthurn
- Sankt Jodok zu Tännesberg
- Sankt Ötzen zu Flossenbürg
- Sankt Quirin zu Püchersreuth
- Sargmühle zu Leuchtenberg
- Sassenreuth zu Kirchenthumbach
- Saubersrieth zu Moosbach
- Sauernlohe zu Altenstadt a.d.Waldnaab
- Schafbruck zu Pleystein
- Schammesrieth zu Theisseil
- Scharlmühle zu Parkstein
- Scheckenhof zu Neustadt am Kulm
- Scherreuth zu Kirchendemenreuth
- Schirmitz
- Schlachtlohe zu Kohlberg
- Schlammersdorf
- Schlattein zu Floß
- Schlemm zu Kohlberg
- Schmelzmühle zu Leuchtenberg
- Schmidtlerschleif zu Georgenberg
- Schmierhof zu Trabitz
- Schmierhütte zu Eschenbach i.d.OPf.
- Schmierhütte zu Schwarzenbach
- Schnegelmühle zu Tännesberg
- Schnepfenhof zu Floß
- Schönberg zu Floß
- Schönbrunn zu Floß
- Schönmühle zu Leuchtenberg
- Schönschleif zu Pleystein
- Schwand zu Parkstein
- Schwanhof zu Georgenberg
- Schwanhof zu Luhe-Wildenau
- Schwarzenbach
- Schweinmühle zu Windischeschenbach
- Seibertshof zu Luhe-Wildenau
- Seitenthal zu Speinshart
- Sogritz zu Parkstein
- Sommerau zu Kirchenthumbach
- Sorg zu Kirchenthumbach
- Speinshart
- Sperlhammer zu Luhe-Wildenau
- Spielberg zu Waldthurn
- Spielhof zu Pleystein
- Starkenacker zu Schlammersdorf
- Staudenhof zu Kirchendemenreuth
- Stegenthumbach zu Eschenbach i.d.OPf.
- Steinach zu Leuchtenberg
- Steinbach zu Pleystein
- Steinfels zu Mantel
- Steinfrankenreuth zu Floß
- Steinreuth zu Kirchendemenreuth
- Stöberlhof zu Püchersreuth
- Stocklohe zu Pressath
- Störnstein
- Straßenhäuser zu Vohenstrauß
- Straßenhäusl zu Kirchenthumbach
- Strehberg zu Moosbach
- Süßenlohe zu Altenstadt a.d.Waldnaab
- Süßenweiher zu Speinshart

↑ Zurück zum Inhaltsverzeichnis

### T
- Tagmanns zu Kirchenthumbach
- Tännesberg
- Tanzmühle zu Tännesberg
- Taucherhof zu Vohenstrauß
- Teufelstein zu Eslarn
- Thannhof zu Kohlberg
- Thannmühle zu Kohlberg
- Theile zu Parkstein
- Theisseil
- Thieroldsreuth zu Kirchenthumbach
- Thomasberg zu Püchersreuth
- Thomasgschieß zu Eslarn
- Thomasreuth zu Eschenbach i.d.OPf.
- Thurndorf zu Kirchenthumbach
- Tillyschanz zu Eslarn
- Torfhäusl zu Eslarn
- Trabitz
- Tradlhof zu Moosbach
- Trag zu Eschenbach i.d.OPf.
- Trasgschieß zu Vohenstrauß
- Trebsau zu Bechtsrieth
- Treinreuth zu Kirchenthumbach
- Tremau zu Neustadt am Kulm
- Tremmersdorf zu Speinshart
- Trippach zu Weiherhammer
- Tröbes zu Moosbach
- Troschelhammer zu Pressath
- Trutzhofmühle zu Pleystein
- Tyrol zu Pressath

↑ Zurück zum Inhaltsverzeichnis

### U
- Übersteherhäusl zu Vohenstrauß
- Uchamühle zu Moosbach
- Unteraichamühle zu Kirchenthumbach
- Unterbernlohe zu Georgenberg
- Unterbernrieth zu Pleystein
- Unterbibrach zu Vorbach
- Unterfahrenberg zu Waldthurn
- Unterlind zu Vohenstrauß
- Unternankau zu Leuchtenberg
- Unterrehberg zu Georgenberg
- Unterschleif zu Vohenstrauß
- Untertresenfeld zu Vohenstrauß
- Unterwildenau zu Luhe-Wildenau

↑ Zurück zum Inhaltsverzeichnis

### V
- Viertelhof zu Kohlberg
- Vohenstrauß
- Voitsberg zu Tännesberg
- Vorbach
- Vorder-Waldheim zu Georgenberg
- Vöslesrieth zu Pleystein

↑ Zurück zum Inhaltsverzeichnis

### W
- Waffenschmiede zu Georgenberg
- Waidhaus
- Walbenhäusl zu Schwarzenbach
- Walbenhof zu Schwarzenbach
- Waldau zu Vohenstrauß
- Waldheim zu Georgenberg
- Waldhof zu Kohlberg
- Waldkirch zu Georgenberg
- Waldmühle zu Pressath
- Waldthurn
- Walpersreuth zu Püchersreuth
- Waltenrieth zu Moosbach
- Wampenhof zu Waldthurn
- Wastlmühle zu Vohenstrauß
- Weidlberg zu Eschenbach i.d.OPf.
- Weiherhammer
- Weihersberg zu Trabitz
- Weikersmühle zu Floß
- Weinrieth zu Tännesberg
- Weißenbrunn zu Kohlberg
- Weißenstein zu Vohenstrauß
- Welsenhof zu Floß
- Wendersreuth zu Kirchendemenreuth
- Wiedenhof zu Theisseil
- Wiegenhof zu Vohenstrauß
- Wieselrieth zu Leuchtenberg
- Wiesenthal zu Windischeschenbach
- Wilchenreuth zu Theisseil
- Wilhelmshöhe zu Vohenstrauß
- Wilkershof zu Floß
- Windischeschenbach
- Wirthsschleif zu Moosbach
- Wittschau zu Leuchtenberg
- Witzlhof zu Eschenbach i.d.OPf.
- Wölkersdorf zu Kirchenthumbach
- Wollau zu Pressath
- Wöllershof zu Störnstein
- Woppenrieth zu Tännesberg
- Woppenrieth zu Waldthurn
- Würnreuth zu Floß
- Wurz zu Püchersreuth
- Würzelbrunn zu Floß

↑ Zurück zum Inhaltsverzeichnis

### Z
- Zainhammer zu Trabitz
- Zankeltrad zu Eslarn
- Zeißau zu Pirk
- Zengerhof zu Pleystein
- Zessau zu Trabitz
- Zeßmannsrieth zu Vohenstrauß
- Zettlitz zu Speinshart
- Ziegelhütte zu Pressath
- Ziegelhütte zu Püchersreuth
- Zieglhütte zu Vohenstrauß
- Zieglhütte zu Waidhaus
- Zieglmühle zu Vohenstrauß
- Zinnschacht zu Kirchenthumbach
- Zintlhammer zu Pressath

↑ Zurück zum Inhaltsverzeichnis